# Emmanuel Hannaux
Pour les articles homonymes, voir Hannaux.
Emmanuel Hannaux né le 31 janvier 1855 à Metz et mort le 19 mai 1934 à Paris est un sculpteur et médailleur français.

## Biographie

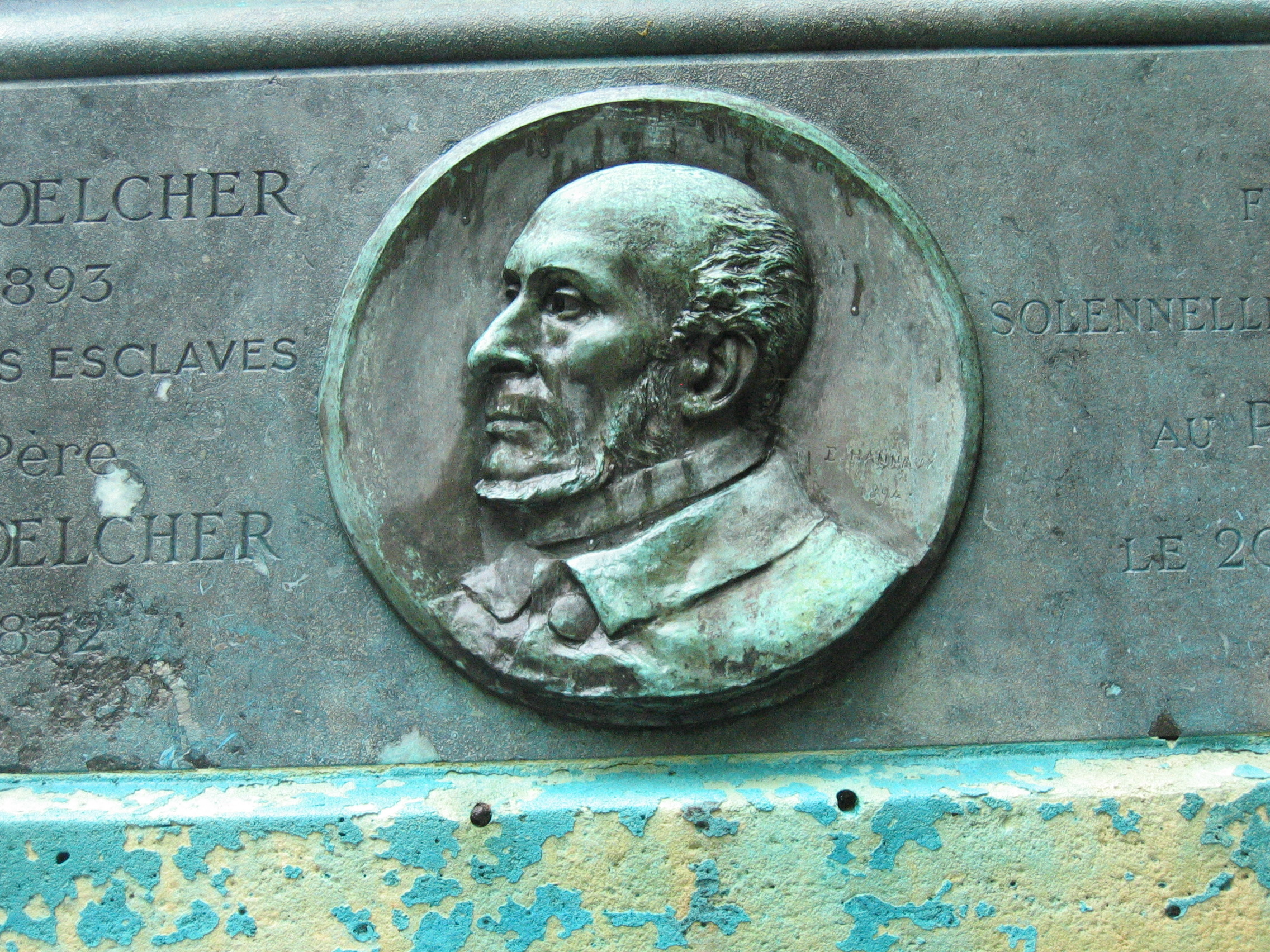
Victor Schœlcher, médaillon bronze, Paris, cimetière du Père-Lachaise.

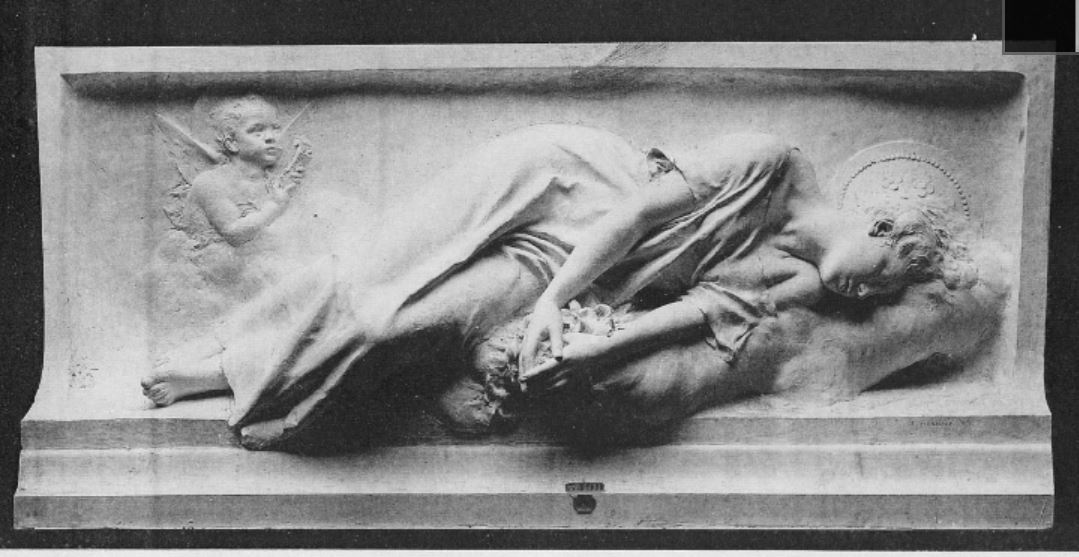
Sainte-Cécile, localisation inconnue.

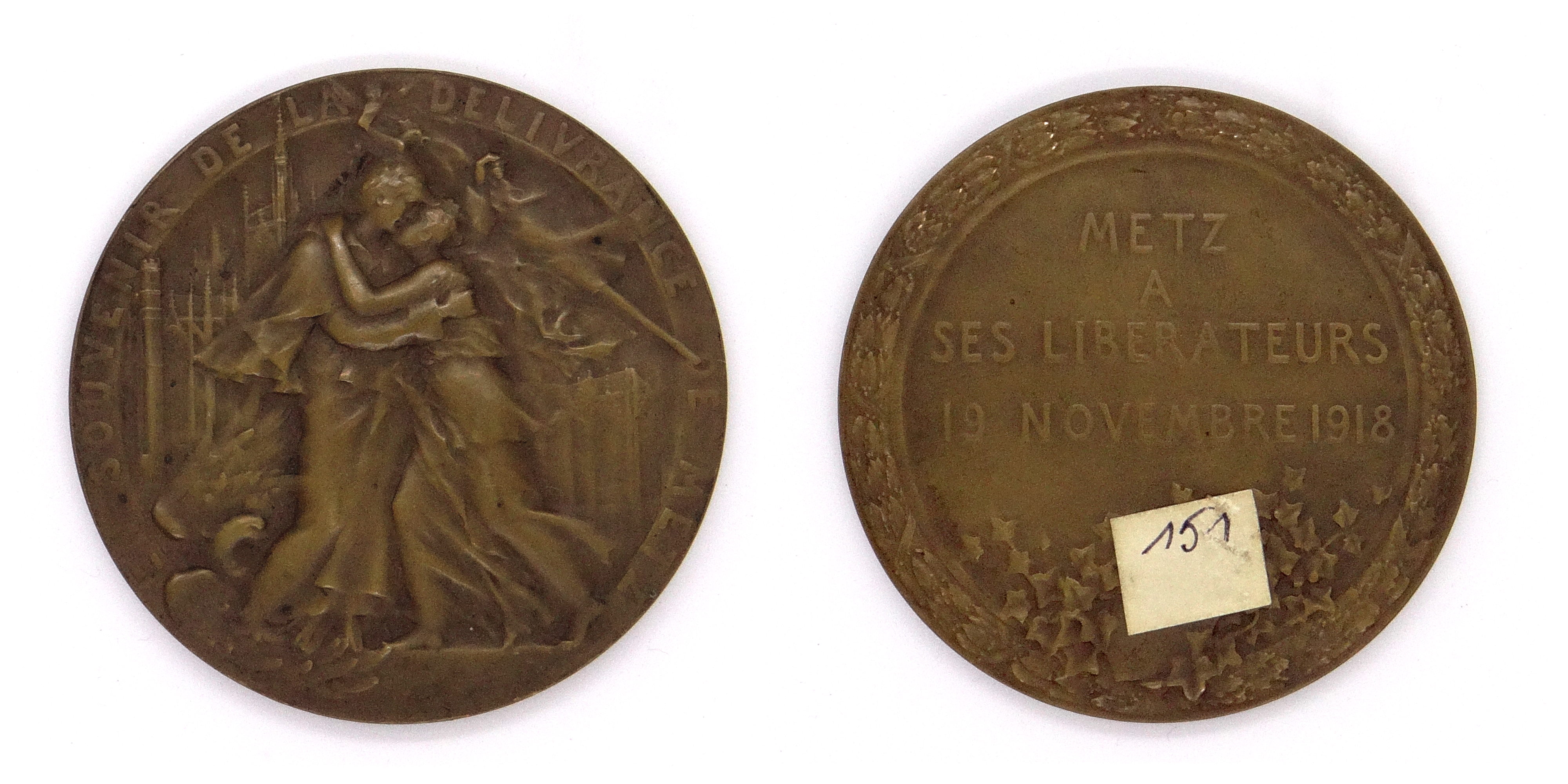
Médaille de commémoration de la délivrance de Metz pendant la Première Guerre mondiale.

Né au 30, rue du Champé à Metz, Emmanuel Hannaux est le fils d’Hachem Hannaux (1804-1858), marchand né à Freistroff, et de Pauline Lajeunesse (1815-1887), originaire de Delme (Moselle).
Sa formation à Strasbourg, où il part lorsqu'il est orphelin de père à l'âge de 13 ans, est interrompue par la Guerre franco-prussienne de 1870. Il rentre dans sa ville natale que, refusant d'adopter la nationalité allemande lors de l'annexion, il doit cependant quitter après avoir été brièvement l'élève de Louis-Théodore Devilly à l'école municipale de dessin afin de poursuivre sa formation à l'école de modelage et de sculpture de Nancy.
En 1876, il s'installe à Paris où il s'inscrit à l'École des beaux-arts et y devient élève d'Auguste Dumont, Gabriel-Jules Thomas et Jean-Marie Bonnassieux. Il obtient le deuxième second grand prix de Rome en 1880 pour L'Enfant prodige
Le 31 mai 1889 à Paris, Emmanuel Hannaux épouse Mathilde-Lucie Aron (1863-1947), fille d’Alexandre Aron et de Wilhelmine Goetz. Reçue première au premier concours mixte d'agrégation de sciences mathématiques, elle a été professeur au lycée Fénelon. De cette union naît Paul Hannaux (1899-1954), peintre, illustrateur et décorateur français.
Emmanuel Hannaux est également l'oncle d'Ernest Hannaux, auteur dramatique.
Séduit par la beauté de ses bras, il demande à la sculptrice Yvonne Duttile (1883-1979) de poser pour lui.
Il est inhumé à Paris au cimetière de Montmartre le 22 mai 1934. Sa famille y repose également.

## Expositions
- Être artiste en Moselle, 1870-1945, Metz, musée de la Cour d'Or, 2019[11].

## Œuvres dans les collections publiques
Allemagne
- Gelsenkirchen, château d'Horst : Figure en armure, bronze.

 Argentine
- La Plata, jardin du Palacio municipal : Le Bûcheron, 1893, statue fonte[12].

 États-Unis
- New York, Museum of Modern Art : Tête de Mercure, vers 1895, haut-relief en grès émaillé vernissé, diamètre 41,9 cm, édité par Émile Muller[13].
- Minneapolis, Minneapolis Institute of Arts : Tête de Mercure, 1894, buste en bronze, 39,4 × 43,2 × 20,3 cm[14].

 France
- Draguignan, musée d'Art et d'Histoire : Le Drapeau[15].
- Metz :
  - cimetière de l'Est[2] :
    - Paul Théodore Auguste Bezanson, maire de Metz, médaillon en bronze ;
    - Nicolas Jung, maire de Metz, médaillon en bronze ;
    - André Muel; architecte messin, médaillon en bronze.

  - église Saint-Maximin : Christ en croix, 1896, bronze[15].
  - hôpital Sainte-Croix[16] :
    - Docteur Étienne Pierre Morlanne, statue bronze, cour intérieure ;
    - Notre-Dame de France, Sainte Perpétue et Sainte-Félicité, chapelle.

  - hôtel de région : Maréchal Ferdinand Foch, médaillon en bronze[2].
  - musée de la Cour d'Or :
    - Phryné, 1892[17] ;
    - Monseigneur Dupont des Loges, 1880, buste en marbre[18] ;
    - François de Curel, buste marbre, 65 × 42 × 41 cm[11] ;
    - Maurice du Coëtlosquet, buste[19].

  - opéra théâtre : buste d'Ambroise Thomas[2].
  - place de l'Esplanade : Le Poilu libérateur, bronze inauguré par Raymond Poincaré en 1922, en lieu et place du Monument à Guillaume Ier. Il a été détruit par les Allemands en 1940[20],[3].
- Nancy, musée des Beaux-Arts[7] :
  - L'Enfant prodigue ;
  - Orphée mourant, 1894.

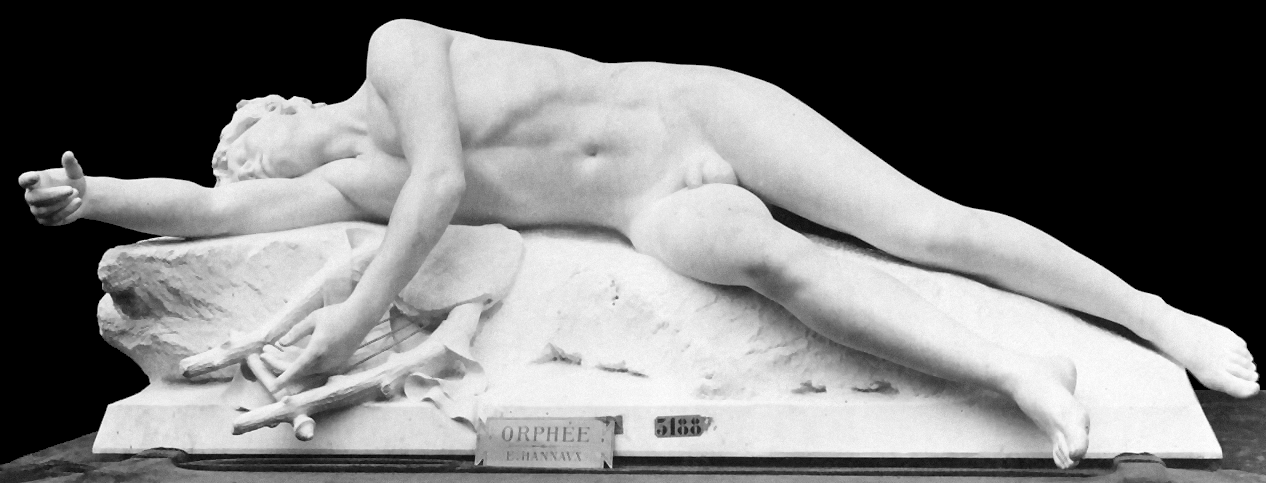
Orphée mourant (1894), musée des Beaux-arts de Nancy.

- Nogent-sur-Seine, musée Camille-Claudel : Le Poète et la Sirène, groupe en plâtre, 235 × 220 × 120 cm, le marbre a obtenu une médaille d'honneur au Salon de 1903[21],[22].
- Noisseville : Monument du Souvenir français, 1908, bronze[3]. Le centenaire du monument a donné lieu en 2008 à l'émission d'un timbre commémoratif.

Noisseville, Monument du Souvenir français (1908)
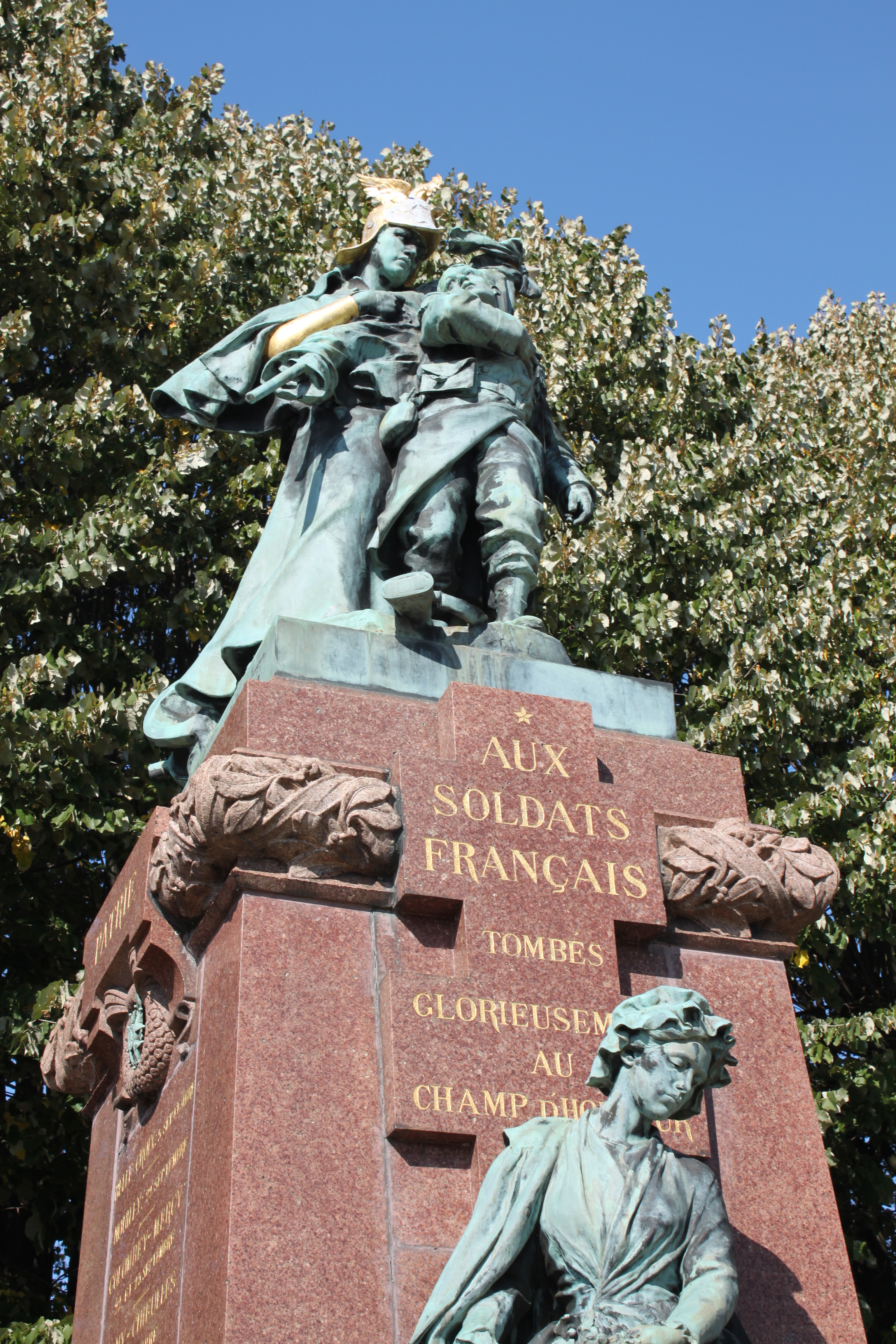
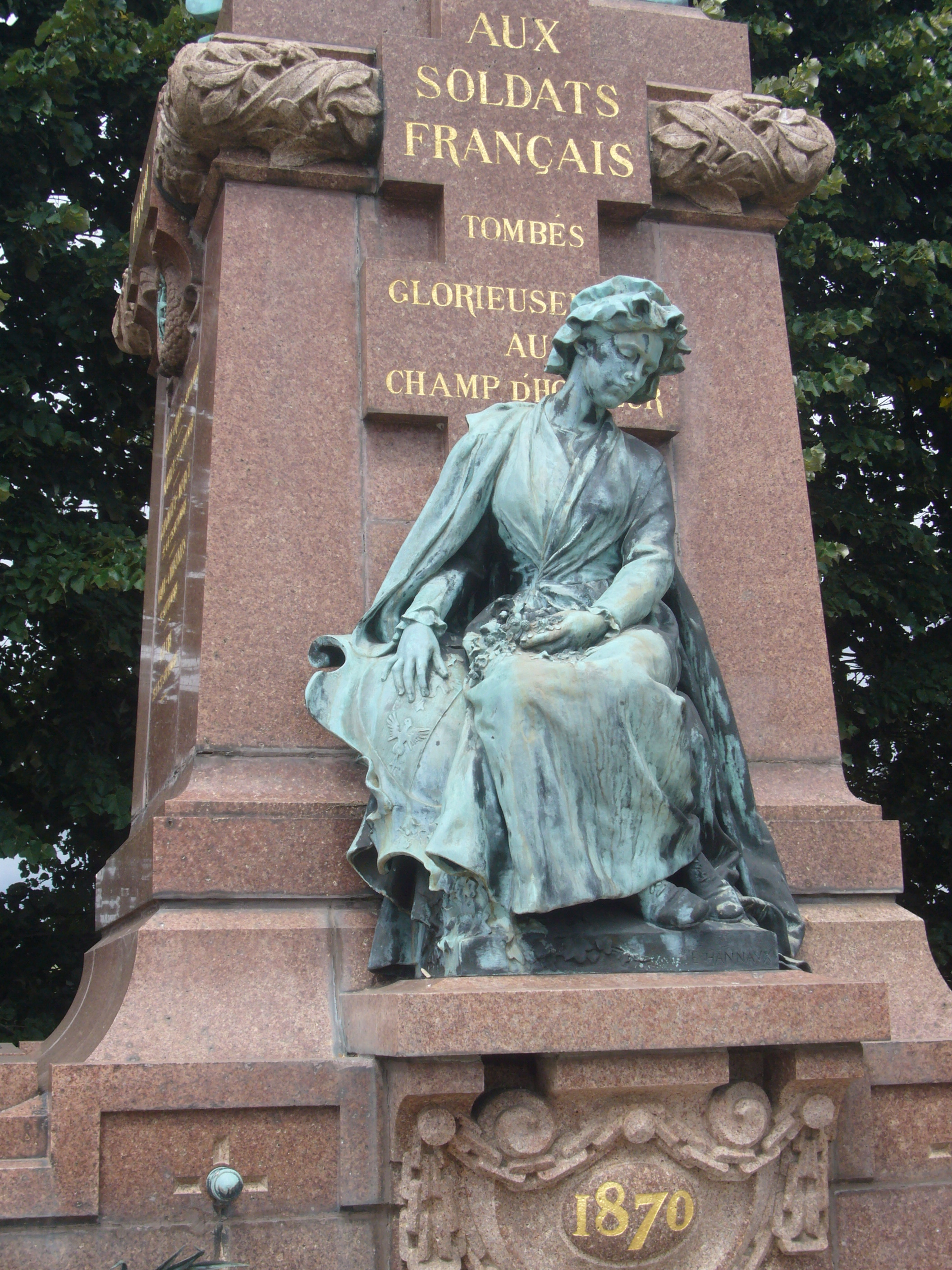

- Paris :

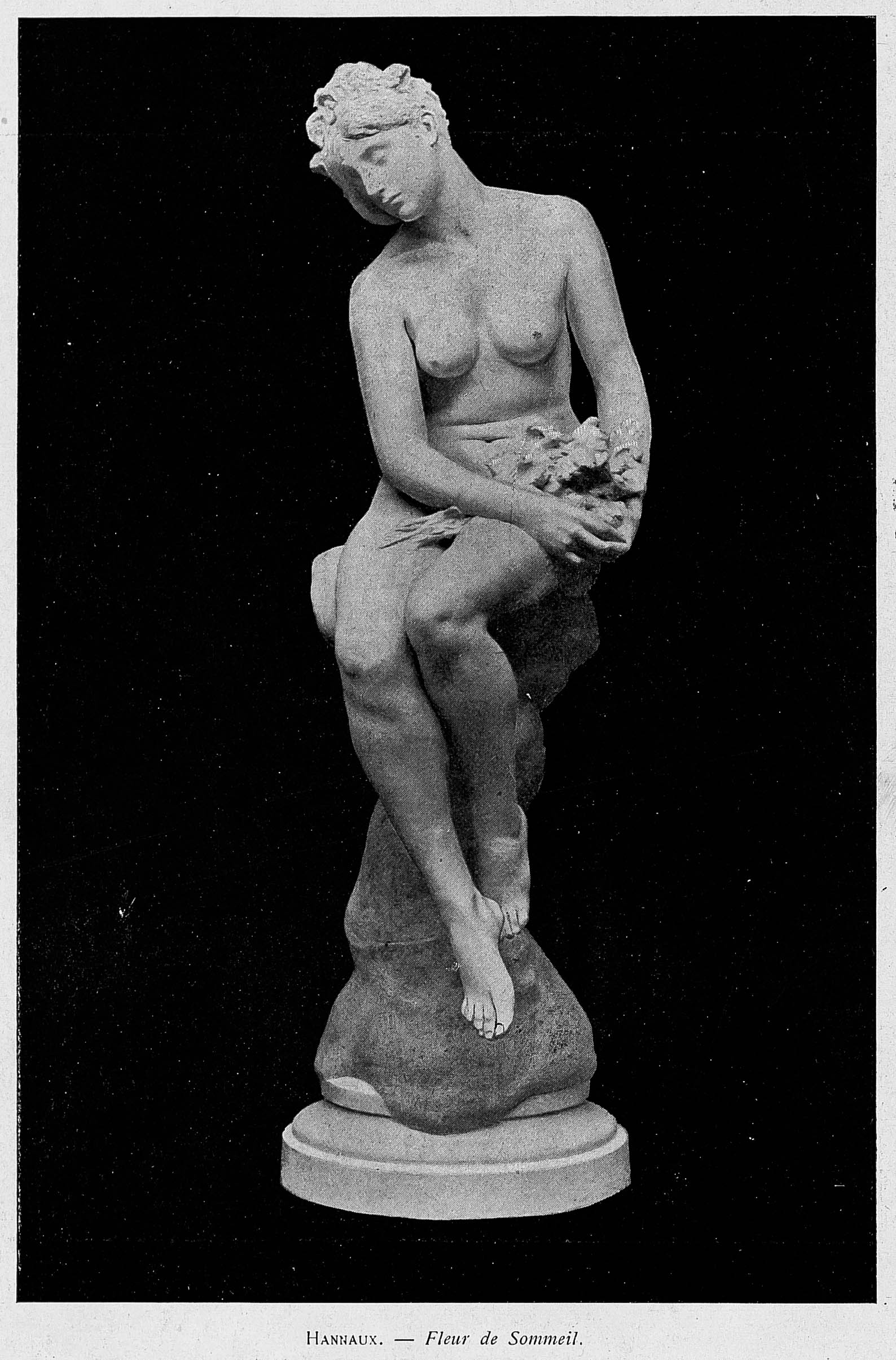
Fleur de sommeil, Le Puy-en-Velay, musée Crozatier.

  - cimetière du Père-Lachaise (division 50) : Victor Schœlcher, médaillon en bronze[15]. Le bas-relief en bronze est d'Alexis-Hippolyte Fromanger[23].
  - musée national Jean-Jacques Henner : Jean-Jacques Henner (1829-1905)[21].
  - musée Carnavalet : Médaille offerte par la ville de Metz à ses libérateurs, après 1918, médaille[24].
  - musée d'Orsay :
    - Madame Hannaux[21] ;
    - Le Souvenir, plaquette en bronze argenté, 6 × 4 × 2,5 cm. La représentation de la cathédrale de Strasbourg suggère le souvenir de l'Alsace annexée par l'Allemagne en 1870[25].

  - Petit Palais :
    - Monseigneur Dupont des Loges, évêque de Metz, médaillon en bronze[26] ;
    - Patria, médaille[27] ;
    - Jean-Jacques Henner, 1898, plaquette[28] ;
    - Pauline Hannaux, 1900, plaquette[29] ;
    - Cécile Herz, 1901, médaille[30] ;
    - Le Souvenir : Dr. Dreyfus-Brisac, 1903, médaille en bronze argenté[31] ;
    - La Goudchaux, 1908, médaille[32] ;
    - Le Lycée Fénelon, 1908, médaille en alliage cuivreux[33].
- Le Puy-en-Velay, musée Crozatier : Fleur de sommeil, marbre[21].
- Rouen, musée des Beaux-Arts, Le Poète et la Sirène, 1903, marbre et bronze doré 230 × 213 × 110 cm, dépôt du musée d'Orsay[34].
- Strasbourg, musée d'Art moderne et contemporain : Buste de l'ambassadeur Pierre de Margerie[21].
- Vaucresson, cimetière communal : Buste du Dr Gille[35], 1909.

 Royaume-Uni
- Londres, Wallace Collection : Sir. R. Wallace, buste en marbre[7].

Œuvres d'Emmanuel Hannaux
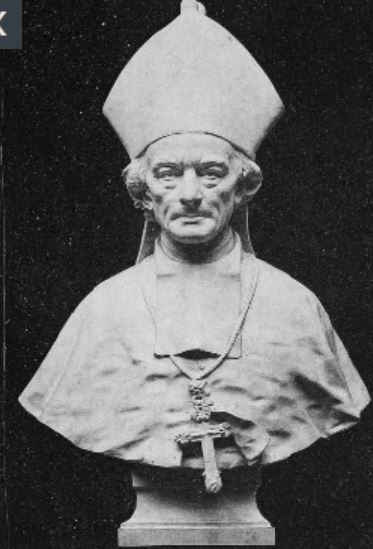
Mgr Dupont des Loges (1880), Metz, musée de la Cour d'Or.
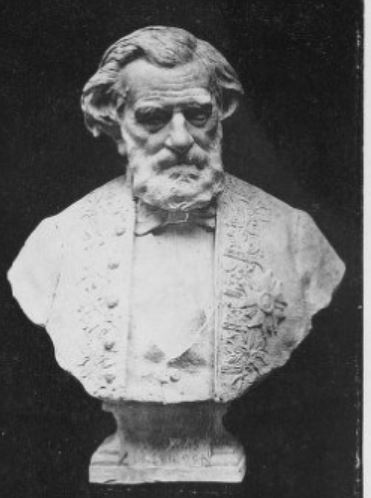
Ambroise Thomas, localisation inconnue.
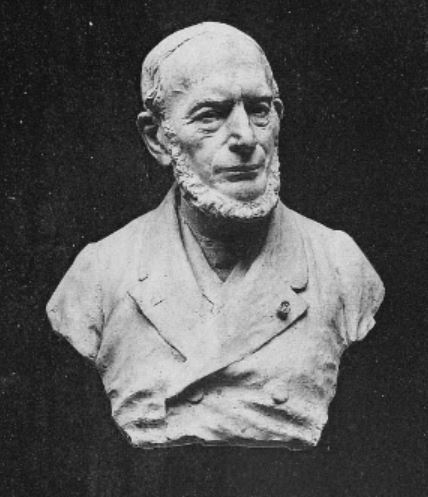
Henri Weil, localisation inconnue.
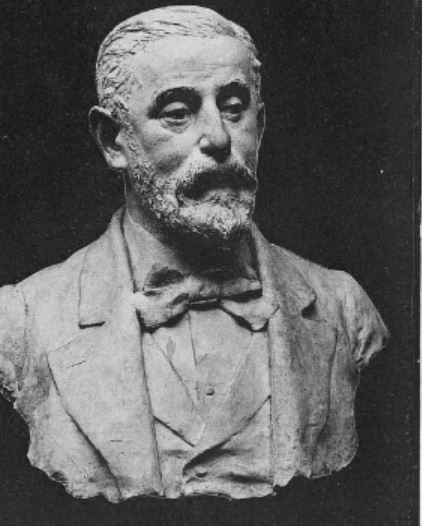
Hartwig Derenbourg, localisation inconnue.
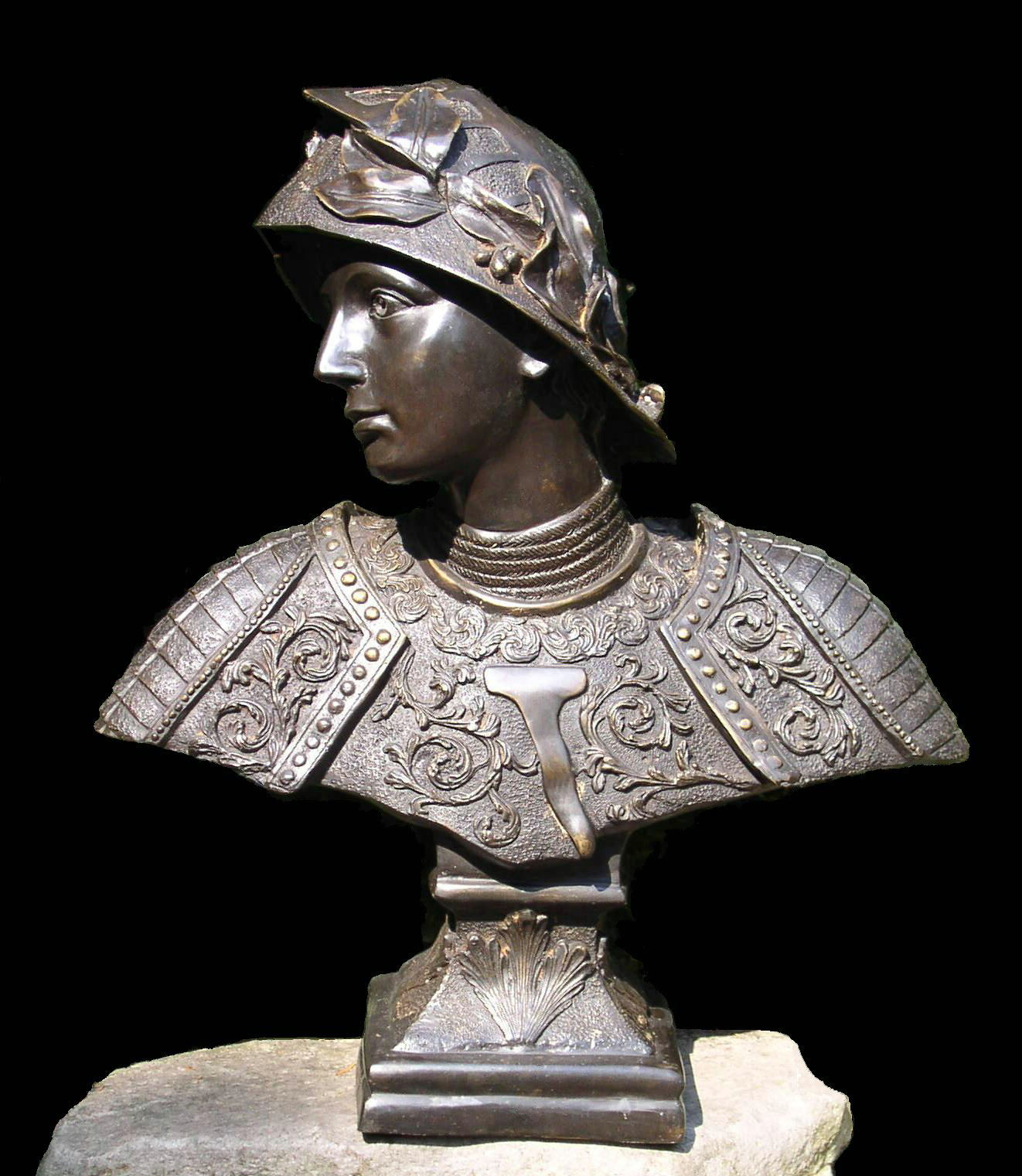
Figure en armure, bronze, Gelsenkirchen, château d'Horst.

## Récompenses et distinctions

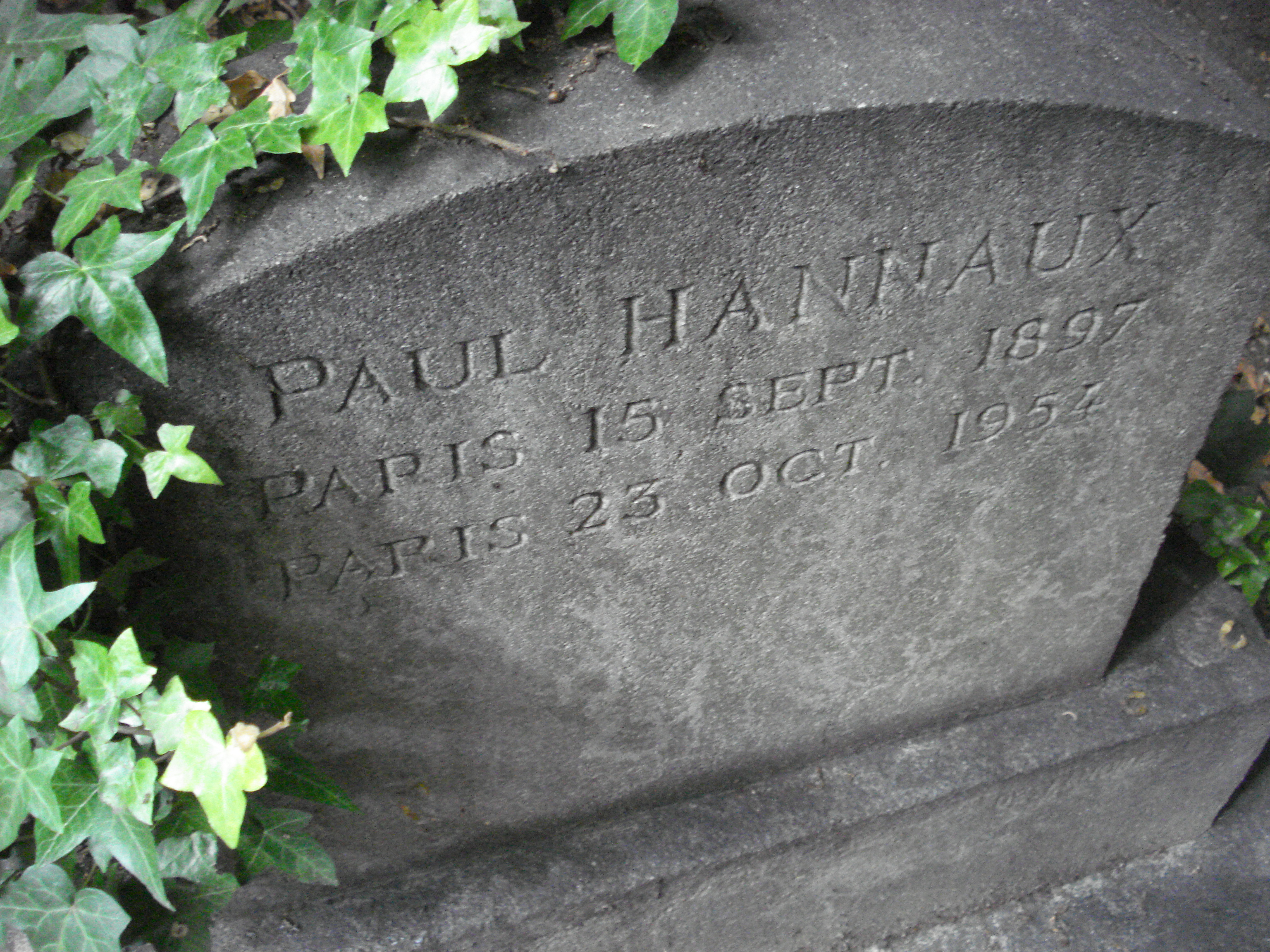
Tombe de la famille Hannaux, Paris, cimetière de Montmartre.

- 1880 : deuxième second grand prix de Rome pour L'Enfant prodige[15].
- 1884 : troisième médaille au Salon de Paris pour Le Bûcheron, bronze[15].
- 1885 : premier second grand prix de Rome[15].
- 1889 : deuxième médaille au Salon de Paris pour Le Drapeau[15].
- 1894 : première médaille au Salon de Paris pour Orphée mourant[15].
- 1900 : récompense à l'Exposition universelle de Paris.
- 1900 : chevalier de la Légion d'honneur[7].
- 1903 : médaille d'honneur au Salon de Paris pour Le Poète et la Sirène[7].

## Élèves
- Edmond Chrétien (1883-1945).
- Yvonne Diéterle (1882-1974).
- Lucienne Heuvelmans (1881-1944).
- Marc Leriche (1885-1918).
- Georges Mathey (1887-1915).
- Antoine Sartorio (1885-1988).